# Leif Skiöld
Pour les articles homonymes, voir Skiöld.
Leif Gustav Skiöld  (né le 28 juillet 1935 à Nynäshamn en Suède et mort le 27 octobre 2014) est un joueur et entraîneur de football suédois.
Il est surtout connu pour avoir terminé meilleur buteur du championnat de Suède lors de la saison 1962 avec 21 buts.

## Palmarès
- Championnat de Suède 1964